# Бангладеш на Светском првенству у атлетици на отвореном 2019.
Бангладеш је на 17. Светском првенству у атлетици на отвореном 2019. одржаном у Дохи од 27. септембра до 6. октобра учествовао тринаести пут. Репрезентацију Бангладеша представљао је један такмичар који се такмичио у трци на 400 метара.,
На овом првенству такмичар Бангладеша није освојио ниједну медаљу нити је остварио неки резултат.

## Учесници
Мушкарци:
- Мохамад Јахир Рајхан — 400 м

## Резултати

### Мушкарци
| Атлетичар            | Дисциплина | Лични рекорд | Квалификације | Квалификације | Полуфинале           | Полуфинале           | Финале               | Финале       | Детаљи |
| Атлетичар            | Дисциплина | Лични рекорд | Резултат      | Место         | Резултат             | Место                | Резултат             | Место        | Детаљи |
| -------------------- | ---------- | ------------ | ------------- | ------------- | -------------------- | -------------------- | -------------------- | ------------ | ------ |
| Мохамад Јахир Рајхан | 400 м      | 48,00        | 48,48         | 7. гр 5       | Није се квалификовао | Није се квалификовао | Није се квалификовао | 40 / 41 (42) |        |